# Heteropoda rosea
Heteropoda rosea este o specie de păianjeni din genul Heteropoda, familia Sparassidae, descrisă de Karsch, 1879.
Este endemică în Columbia. Conform Catalogue of Life specia Heteropoda rosea nu are subspecii cunoscute.